# Eficiència fotosintètica
L' eficiència fotosintètica és la fracció de l'energia de la llum convertida en energia química durant la fotosíntesi en les plantes o les algues. La fotosíntesi es pot descriure mitjançant la reacció química simplificada
6H₂O + 6CO₂ + energia → C₆H₁₂O₆ + 6O₂
on C₆H₁₂O₆ és la glucosa (la qual subseqüentment és transformada en altres sucres, cel·lulosa, lignina i altres).
El valor de l'eficiència fotosintètica depèn de com es defineixi l'energia de la llum depèn de si només es té en compte la llum que s'absorbeix, i de quin tipus de llum es fa servir. Calen vuit (o potser 10 o més)fotons per utilitzar una molècula de CO₂.
L'Energia lliure de Gibbs per convertir un mol de CO₂ a glucosa és 114 kcal, mentre que vuit mols de fotons de longitud d'ona 600 nm contenen 381 kcal, proporcionant una eficiència nominal de del 30%. Tanmateix, la fotosíntesi pot ocórrer fins a la longitud d'ona de 720 nm i per sota de longitud d'ona per sota de 680 nm per mantenir el Fotosistema II operatiu. L'eficiència teòrica màxima, en la llum solar real, és de l'11%. En la pràctica, tanmateix (per la reflexió, respiració i d'altres)l'eficiència total és del 3 al 6% de la radiació solar total.
Si la fotosíntesi és ineficient, l'excés d'energia lumínica ha de ser dissipat per evitar danys en l'aparell fotosintètic. Aquesta energia pot ser dissipada com calor, o emessa com fluorescència de la clorofil·la

## Eficiències típiques

### Plantes
Eficiència llum solar-biomassa
| Planta                      | Eficiència  |
| --------------------------- | ----------- |
| Plantes, típica             | 0.1% 0.2–2% |
| Típica en plantes de conreu | 1–2%        |

### Algues i altres organismes unicel·lulars
D'un estudi de l'any 2010 per la Universitat de Maryland, les Cyanobacteria fotosintetitzadores han mostrat ser espècies significatives en el cicle del carboni, aconseguint el 20–30% de la productivitat terrestre amb una taxa de conversió de ~450 TW.